# Steve McQueen (đạo diễn)
Steven Rodney "Steve" McQueen CBE (sinh ngày 09 tháng 10 năm 1969) là đạo diễn, nhà sản xuất, biên kịch, và nghệ sĩ video người Anh. Bộ phim do ông làm đạo diễn và làm nhà sản xuất năm 2013 12 năm nô lệ đã giành Giải Oscar cho phim hay nhất và Giải Quả cầu vàng cho phim chính kịch hay nhất. Ông cũng nhận giải thưởng cho đạo diễn xuất sắc nhất của Hội các nhà phê bình phim New York. McQueen là nhà làm phim da đen đầu tiên có phim đoạt giải Oscar.
Ông nổi tiếng về sự cộng tác ăn ý với nam diễn viên Michael Fassbender, người đóng những vai quan trọng trong cả ba bộ phim màn ảnh rộng của ông là Hunger, Shame và 12 năm nô lệ.
Tháng 4/2014, Steve McQueen có tên trong danh sách 100 nhân vật ảnh hưởng nhất thế giới của tạp chí Time.